# Rokytnice nad Jizerou (stacja kolejowa)
Rokytnice nad Jizerou – stacja kolejowa w miejscowości Rokytnice nad Jizerou, w kraju libereckim, w Czechach. Znajduje się na wysokości 455 m n.p.m.
Jest zarządzana przez Správę železnic. Na stacji nie ma możliwości zakupu biletów, a obsługa podróżnych odbywa się w pociągu.

## Linie kolejowe
- 042 Martinice v Krkonoších - Rokytnice nad Jizerou